# Angvik
Angvik este o localitate din comuna Gjemnes, provincia Møre og Romsdal, Norvegia, cu o suprafață de 56,47 km² și o populație de 301 locuitori (2013).